# Karl Friedrich Brentano
Karl Friedrich Brentano (* 8. Dezember 1822 in Laufenburg; † 30. Oktober 1894 ebenda; heimatberechtigt in Laufenburg) war ein Schweizer Politiker und Richter. Von 1859 bis 1885 war er Regierungsrat des Kantons Aargau.

## Biografie
Der Sohn des Bezirksverwalters Kasimir Brentano besuchte die Kantonsschule in Aarau. Anschliessend studierte er Recht an den Universitäten Heidelberg und Freiburg im Breisgau. In Heidelberg schloss er sich dem Corps Suevia an. 1846 promovierte er, kehrte nach Laufenburg zurück und arbeitete die folgenden zehn Jahre als Bezirksverwalter. 1846 wurde Brentano in den Grossen Rat gewählt; diesem gehörte er 1852 und erneut von 1856 bis 1859 sowie von 1885 bis zu seinem Tod an. 1848 erhielt er die Zulassung als Rechtsanwalt. Im gleichen Jahr heiratete er Maria Josepha Brentano, Tochter seines Onkels Joseph Maria Brentano.
1859 wählte der Grosse Rat Brentano in die Kantonsregierung. Zunächst stand er bis 1863 dem Polizeidepartement vor, danach bis 1868 dem Justizdepartement. In diese Zeit fällt die Errichtung der Strafanstalt Lenzburg, um deren Organisation er sich wesentlich verdient machte. Von 1868 bis 1872 leitete er das Finanzdepartement, bis 1876 wieder das Justizdepartement und bis 1880 das Staatswirtschaftsdepartement. Von 1880 bis 1885 war er ein drittes Mal Vorsteher des Justizdepartements, trat dann aber nach der Verkleinerung der Regierung zurück. Daraufhin präsidierte er bis zu seinem Tod das Bezirksgericht Laufenburg.
Als Regierungsrat war Brentano von Amtes wegen ab 1868 im Verwaltungsrat der Schweizerischen Nordostbahn und ab 1880 im Verwaltungsrat der Aargauischen Bank (Vorläuferin der Kantonalbank). Während des Kulturkampfs stand er von 1872 bis 1876 zusammen mit Augustin Keller an der Spitze des katholischen Kirchenrates des Kantons Aargau.